# Callosciurus caniceps
Callosciurus caniceps es una especie de roedor de la familia Sciuridae.

## Distribución geográfica
Se encuentran en Península de Malasia, Tailandia, y en el Sur de Birmania. Se ha introducido en la Islas Ryukyu en el Japón.